# 砲撃

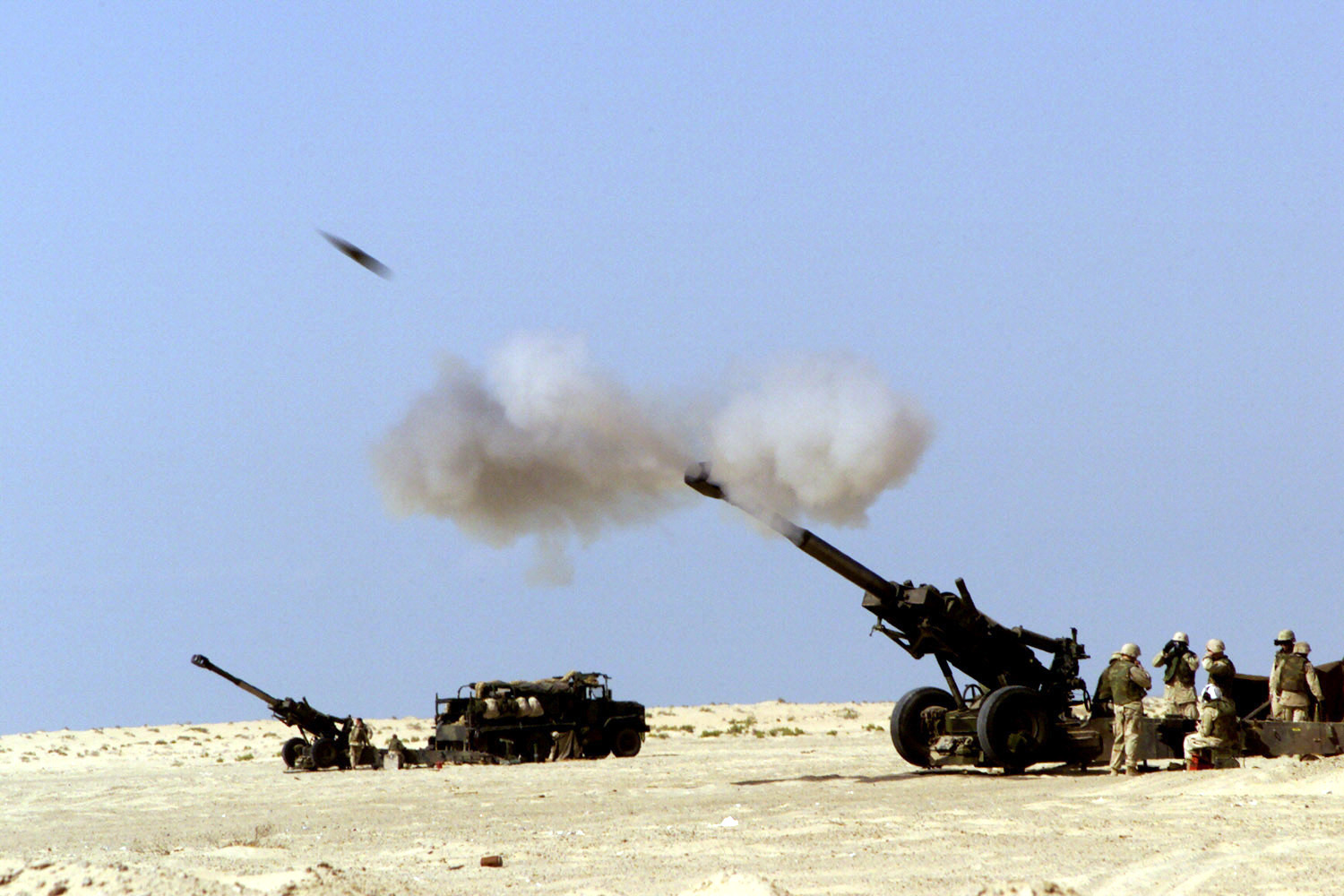
アメリカ海兵隊のM198 155mm榴弾砲の砲撃

砲撃先の測定を行う陸上自衛官

砲撃（ほうげき）は、砲による攻撃であり、砲と名のつく物の攻撃は全て砲撃と形容しうる。単に砲撃というと榴弾砲や迫撃砲による長距離攻撃を指す事が多い。ロケット弾や地対地ミサイルは厳密には砲ではないものの、類似性から同一視されることがある。

## 概要
砲に類似し、砲と同様の効果をもたらした最初期の兵器は、攻城兵器や海戦に投入された兵器であった。古くは投石機（カタパルト）が石、岩、可燃物の充填された投射物を投擲し、遮蔽物を越えて目標へ命中させるか、遮蔽物へ直撃させてこれを破壊した。
火薬の発明後は前装式の大砲が城塞などに対して砲撃を加えた。その後、砲撃は、砲の性能向上や砲弾の性能向上によって威力を増していった。しかし、最初期の砲弾は、炸薬が詰められていない実体弾または実体弾の集合物を飛ばすだけで、炸裂による爆風の射入、広範囲の焼夷効果、生成破片の投射などは期待できず、直撃した目標しか破壊できなかった。そのため歩兵の集団に対しては限定的な効果しか持たなかった。歩兵に対する砲撃として効果のあるぶどう弾や散弾が開発されたものの、これらの弾種は精度・射程の問題から至近距離でしか使用できなかった。19世紀頃までの大砲は、最前線に近い場所に展開し、目視で砲撃を行っていた。
第一次世界大戦ごろまでに砲は様々な発明により進化した。製錬技術の進化、砲架の軽量化、砲身の強化、ライフリングの登場、後装化、駐退復座器の装備、金属薬莢の発明、無煙薬の登場である。砲は長距離射撃の技術と運用法が確立され、砲撃による死傷者が急増し始めた。榴散弾の発明によって、広範囲に破片を撒き散らし、多くの人間を殺傷できるようになった。また、電信の発明により、砲から目視できない距離でも、戦線からの情報をもとに長距離砲撃を行うことが可能になった。これは、前進観測兵が敵前線の様子を観察し、後方に配置された味方砲兵陣地からの砲撃と着弾を観測して方位と誤差を報告、砲兵部隊はこのデータを元に修正を行い、効力射を得るものである。榴弾による長距離砲撃は現代でも最も基本的な砲撃といえる。現代の砲兵は榴弾を時限信管や近接信管によって空中炸裂させる曳火射撃を行い、生成破片を広範囲に投射し、広く地上の非装甲目標を攻撃することができる。